# Fondation GoodPlanet
La fondation GoodPlanet est une fondation française reconnue d'utilité publique, qui défend la protection du vivant. Elle a été créée en 2005 par le photographe et réalisateur Yann Arthus-Bertrand, qui la préside depuis.

## Historique
Créée par Yann Arthus-Bertrand en 2005 sous forme d’association loi de 1901, GoodPlanet est déclarée fondation reconnue d'utilité publique en 2009 et devient la « fondation GoodPlanet ».

## Activités
La fondation soutient des projets de terrain dans les domaines de l’agriculture, des forêts, des déchets et de l’énergie. Elle aide notamment les populations vulnérables à accéder à une énergie durable et gratuite grâce aux réservoirs à biogaz, ainsi qu’à la construction d’écoles en architecture bioclimatique.
Elle propose aux entreprises et au grand public de réduire leurs émissions de gaz à effet de serre en réalisant leur bilan carbone et en compensant leurs émissions de CO2 incompressibles.
En 2010, elle lance le projet « 6 milliards d’Autres » (qui devint  7 milliards d'Autres fin 2011, quand la population mondiale a franchi le seuil des 7 milliards d'habitants) composé de 6 000 interviews filmées dans 84 pays. Présentée au Grand Palais en 2009, l'installation a été accueillie dans plusieurs pays.[source insuffisante]
En 2012, elle crée un programme pour sensibiliser le public à la beauté et à la fragilité des océans. Centré autour du film Planète Océan, ce projet se décline sur différents supports et propose une application Planet Ocean pour une consommation responsable.
Le film Human de Yann Arthus-Bertrand, projet de la fondation GoodPlanet, sort en 2015. Composé de témoignages filmés dans 60 pays et de vues aériennes, le film est simultanément diffusé à l'ONU et à la Mostra de Venise.
En 2015, la Ville de Paris attribue à la fondation GoodPlanet la concession sur 30 ans du château de Longchamp et du parc de 3,5 hectares qui l'entoure (domaine de Longchamp) situé au cœur du bois de Boulogne. Ouvert au public le 13 mai 2017.
En juin 2023, le Festival Chilowé est organisé sur le site de la fondation. Celui-ci se déroule sur deux jours avec pour thème "donner envie de voyager local et vivre en harmonie avec la nature". Avec notamment la présence de l'activiste Camille Etienne.

## Budget
La fondation gère pour 2017 un budget de 3 572 000 euros. Les fonds viennent à 90 % des entreprises, à 10 % du public. Elle est soutenue financièrement par BNP Paribas, Casino, et Suez. La liste de ses partenaires comprend des grandes entreprises comme EDF, Oméga, Antargaz, et L'Oréal.

## Publications
- Le Catalogue GoodPlanet : 1 000 façons de consommer responsable, Éditions de La Martinière, 2008, 303 p.
- 6 milliards d'autres, Éditions de la Martinière, 2009, 316 p.
- 2 degrés de trop, Éditions de la Martinière, 2009, 190 p.
- La biodiversité, Éditions de la Martinière, 2010, 184 p.
- Des forêts et des hommes, Éditions de la Martinière, 2011, 188 p.
- Vivre ensemble : 7 milliards d'humains, Éditions de la Martinière, 2011, 184 p.
- Après Fukushima, quelles énergies pour demain ? : un tour d'horizon en 85 dessins, Éditions de la Martinière, 2012, 199 p.
- 7 milliards d'autres, Éditions de la Martinière, 2012, 317 p.
- 20 ans après ... la Terre ? : le bilan du développement durable, Éditions de la Martinière, 2012, 188 p.
- L'homme et la mer, Éditions de la Martinière, 2012, 304 p.
- Sauvages, précieux, menacés, Éditions de La Martinière, 2013, 192 p.
- Espace Terre : notre planète vue par les satellites, Éditions de la Martinière, 2013, 250 p.
- Gaz de schiste : le vrai du faux, Éditions Delachaux et Niestlé, 2014, 154 p.
- Human le livre, Éditions de la Martinière, 2015, 224 p.
- Bon dans l'assiette, bon pour la planète, Éditions Marabout, 2022, 224 p.

## Critiques

### Soutien à la candidature du Qatar pour l'organisation de la Coupe du monde de football 2022
En 2011, la fondation GoodPlanet est citée dans un rapport d'information parlementaire de députés demandant plus de transparence de la part des associations environnementales. Ceux-ci questionnent notamment le fait que la fondation ait soutenu la candidature du Qatar pour l'organisation de la Coupe du monde de football 2022.

### Appui à la biodynamie
Choisie initialement comme bénéficiaire de l'édition 2022 du Z Event, un évènement caritatif sur Twitch organisé par le streamer ZeratoR, l’association est accusée de greenwashing,,. De plus, GoodPlanet est critiquée pour son appui à la biodynamie, « courant marqué par de l’ésotérisme et de la pensée magique, dont l’efficacité n’a pas été démontrée scientifiquement ». Les réactions et reproches en ligne ont poussé le Z Event 2022 à annuler son partenariat avec la fondation. Ne faisant pas consensus auprès de la communauté de ZeratoR, la Fondation GoodPlanet a souhaité se retirer du Z Event 2022..